# イ・ヒョンソ
イ・ヒョンソ（이현서・李晛瑞、1980年1月 - ）は、1997年に逃れた脱北者で、人権活動家。現在は、韓国・ソウル特別市に居住する。脱北し韓国に移住した後、北朝鮮に残した家族を中国とラオスを経由して韓国に逃した。

## 生い立ち
北朝鮮北部、中国に国境を接する恵山市で生まれる。イは「まだ小さかったとき、自分の国は地球上で最高だと信じていた」「"我らに望むものなど何もない"（1970年代の北朝鮮の子供向け映画の主題歌）を歌って育ってきて、とても誇らしかった。北朝鮮での生活は普通だと思っていたが、7歳の頃初めて公開処刑を見た」と話す。彼女の家庭は貧しくなかったが、1990年代の北朝鮮の経済困難期に、イは飢餓している人や死者を目撃したという。
イはその後、母の同僚の妹からの手紙を受け取った。そこには「この手紙を読む頃には、5人家族全員が飢餓で2週間食べていないことからこの世からいないだろう。全員が床に倒れているだろう。」と描かれていた。また「（そう時間も経っていない頃）ショッキングな光景を目にした。女性が駅の外で倒れて、死んでいた。女性の手には飢えている子供を抱えていた。当時は自分と自分の家族を守るため、誰も助けることができなかった」と証言している。

## 脱北

### 中国
1997年、イは凍りついた鴨緑江を渡り、中国側にたどり着いた。そして中国にいるイの親戚に不法入国者として住むことになった。TEDでは「脱北の詳しい経緯は話せない」としている。
その後、イは黒竜江省で知能発達が著しく遅れているという証明をもらい、パスポートと自動車運転免許証を手に入れた。しかし、北朝鮮人であるという告発を受け、イは中国当局に中国語力や中国に関する知識を問うなどとして尋問を受けた。しかし、彼女の父の勧めで中国語の文字を子供の頃から学んでいたことから、疑いをかけられることはなかった。

### 韓国
逃亡生活のような10年間を中国で過ごした後、イは韓国に逃れることができた。2008年10月に韓国の仁川国際空港に到着した。中国で発行されたパスポートで、彼女は出入国管理局に北朝鮮の亡命者であると告げ、別室に連れられた。そのことについては「中国人でなければ韓国の法律に従って強制帰国させられ、その上中国で重い処罰を受けた後、北朝鮮に送還させられる」と話していた。イは国家情報院に連絡して交渉し、3時間かけてソウル市内へと移動した。韓国で生活するための講習を受け、その後家を与えられた。韓国での新生活について「楽しみと不安に包まれていた」と話す。

## 家族の脱北
イは新生活に慣れ始めた頃、自身が家族宛に送金を行ったことが北朝鮮当局に突き止められたことと「ひと気の少ない田舎に連行されそうだ」という知らせが届いた。イは家族の脱出を手伝うために、吉林省長白へ向かった。家族はこの時、中国語を話すことも理解することもできなかった。
家族は2000マイルにも上る移動を中国で行った。その間、何度も中国当局に捕まりそうになったが、イは当局に対し「家族は耳が不自由だ」と伝え、なんとか逃れた。そしてラオス国境に到着した時、ブローカーに賄賂を支払いラオスに入国した。そして彼女以外の家族はヴィエンチャンにある韓国大使館に向かった。イはその後、中国の空港から韓国に戻る予定だったが、空港で家族がラオスで拘束されたことを知った。
イはラオス・ルアンナムター郡へ行き、賄賂と罰金を支払った。そして1ヶ月後、当局から解放され、家族を連れてヴィエンチャンに向かった。そして韓国大使館まであと僅かのところで、家族が再び拘束された。イは入国管理局と現地警察を行き来し、開放をなんとかして要請した。しかし、イはすでに所持金の全てを、賄賂や罰金に支払い切ってしまっていた。
ある日、幸運なことに英語を話す男性と出会った（のちにオーストラリアの有名な自伝小説家であることが判明）。男性がイに話しかけるとすぐ、ATMで必要な金額を下ろし彼女に渡した。男性はイに「あなたを助けているわけではない。北朝鮮の人々を助けているんだ」と伝えたという。そして家族は解放されると、韓国にともに移動した。

## 現在
2011年、イは韓国外国語大学校に入学し、中国語大学（学部）に入学した。これは彼女が中国との貿易が今後大きくなっていくという考えから選んだ。また彼女は韓国の大学生とともに、統一部に寄稿を複数寄せ、南北朝鮮関係や再統一の可能性について記した。

### 人権運動家として
2013年2月、カリフォルニア州ロングビーチで行われたTEDにて彼女の経験について話した。彼女の講演はYouTubeでも多く再生され1000万回再生を記録している。
また彼女は多くの海外メディアのインタビューに応じていて、その中で2013年5月に行われたオーストラリアの番組ではヴィエンチャンで出会ったオーストラリア人の男性と再会を果たした。